# Episodi di Love Alarm
La prima stagione della serie televisiva Love Alarm, composta da 8 episodi, è stata distribuita su Netflix il 22 agosto 2019, in tutti i paesi in cui è disponibile.
| n° | Titolo originale | Titolo italiano                                                           | Pubblicazione Corea del Sud | Pubblicazione Italia |
| -- | ---------------- | ------------------------------------------------------------------------- | --------------------------- | -------------------- |
| 1  | -                | Il lampo di luce prima del tuono                                          | 22 agosto 2019              | 22 agosto 2019       |
| 2  | -                | Quando ti piace qualcuno non c'è niente da fare                           | 22 agosto 2019              | 22 agosto 2019       |
| 3  | -                | Il miracolo di due persone che si piacciono                               | 22 agosto 2019              | 22 agosto 2019       |
| 4  | -                | La più bella sensazione al mondo è sapere di avere qualcuno al mio fianco | 22 agosto 2019              | 22 agosto 2019       |
| 5  | -                | L'importanza di avere una cotta per qualcuno                              | 22 agosto 2019              | 22 agosto 2019       |
| 6  | -                | Il tuo cuore adesso è salvo                                               | 22 agosto 2019              | 22 agosto 2019       |
| 7  | -                | Un segreto che ho mantenuto e che posso condividere solo con te           | 22 agosto 2019              | 22 agosto 2019       |
| 8  | -                | Il numero uno è il più grande di tutti                                    | 22 agosto 2019              | 22 agosto 2019       |